# Gundagai Shire
Koordinaten: 35° 4′ S, 148° 7′ O

Gundagai Shire war ein lokales Verwaltungsgebiet (LGA) im australischen Bundesstaat New South Wales. Das Gebiet war 2.458 km² groß und hatte zuletzt etwa 3.700 Einwohner. 2016 ging es in der Cootamundra-Gundagai Region auf.
Gundagai lag im Südosten des Staates am Murrumbidgee River etwa 160 km nordwestlich der australischen Hauptstadt Canberra und 370 km südöstlich der Metropole Sydney. Das Gebiet umfasste 49 Ortsteile und Ortschaften, darunter Adjungbilly, Coolac, Darbalara, Gundagai, Mundarlo, Muttama, Pettitts, Reno, Tumblong und Teile von Jugiong und Nangus. Der Sitz des Shire Councils befand sich in Gundagai, wo zuletzt etwa 1.900 Einwohner lebten.

## Verwaltung
Der Gundagai Shire Council hatte acht Mitglieder, die von allen Bewohnern der LGA gewählt wurden. Gundagai war nicht in Bezirke untergliedert. Aus dem Kreis der Councillor rekrutierte sich auch der Mayor (Bürgermeister) des Councils.